# Emily Calandrelli
Pour les articles homonymes, voir Calandrelli.
Emily Dawn Calandrelli est une communicatrice scientifique américaine, ingénieure, autrice et présentatrice de télévision. Elle a été l'animatrice et productrice exécutive de Xploration Outer Space et Emily's Wonder Lab.

## Début de vie et éducation
Emily Calandrelli a grandi à Morgantown, en Virginie-Occidentale, et a été diplômée de Morgantown High School,. En tant qu'étudiante de premier cycle, elle a fréquenté l'Université de Virginie-Occidentale. Elle est devenue Truman Scholar, ce qui l'a conduite à travailler un été à Washington, D.C. pour son représentant américain Alan Mollohan. En 2009, elle a été nommée dans l'équipe académique américaine du journal USA Today, a remporté la bourse Barry M. Goldwater et a été élue « Ms. Mountaineer ». Elle a ensuite obtenu un diplôme de B.S. en ingénierie mécanique et en ingénierie aérospatiale en 2010 .
Par la suite, Calandrelli a fréquenté le Massachusetts Institute of Technology (MIT), où elle a obtenu un M.S. en aéronautique et astronautique ainsi qu'un M.S. en technologie et politique en 2013. En 2011, Calandrelli a reçu le prix René Miller en ingénierie des systèmes. En tant que chercheuse invitée au Harvard NASA Tournament Lab, elle a aidé des organisations à utiliser la production participative pour résoudre des défis techniques.

## Carrière
En tant qu'étudiante, Emily Calandrelli a travaillé à la NASA en tant que stagiaire. Son travail à la NASA comprenait la conception de la simulation pour l'expérience de test de sol du Phoenix Mars Lander, des recherches sur l'utilisation des lasers pour réduire les émissions nocives des moteurs à réaction et le développement de capteurs de détection chimique.
Calandrelli est conférencière professionnelle et intervient sur des sujets tels que l'exploration spatiale, la culture scientifique et l'égalité des sexes dans les STEM (sciences, technologies, ingénierie et mathématiques). Elle est conférencière TEDx et rédactrice contributrice pour TechCrunch. De plus, elle est mentor pour le programme Brooke Owens Fellowship.
Calandrelli a commencé sa carrière en communication scientifique lorsqu'elle est devenue animatrice de Xploration Outer Space dans le cadre du bloc éducatif Xploration Station de Fox en 2014. En avril 2017, elle est apparue à plusieurs reprises dans des épisodes de Bill Nye Saves the World sur Netflix. Le 25 août 2020, sa série éducative Emily's Wonder Lab a été lancée sur Netflix. Calandrelli a tourné la série alors qu'elle était enceinte de neuf mois.
En ligne, Calandrelli est connue sous le nom de "The Space Gal". Elle a donné des conférences chez Google, Pixar, au MIT, chez Texas Instruments, ainsi que dans des écoles et universités aux États-Unis. En 2023 et 2024, elle a été invitée par la Maison-Blanche à réaliser des expériences scientifiques éducatives lors de l'événement de roulement des œufs.
Elle a écrit la série de livres pour enfants Ada Lace, visant à initier les jeunes à la science et à la technologie, ainsi que le livre illustré Reach for the Stars (2022), illustré par Honee Jang. Elle est également l'autrice de deux livres d'expériences scientifiques destinés aux enfants.
Selon des documents du Propane Education and Research Council (PERC), elle est une influenceuse rémunérée pour l'industrie du propane.
En juillet 2024, Calandrelli a annoncé qu'elle serait passagère d'un vol spatial à bord de la fusée New Shepard. Elle vole le 22 novembre 2024 à bord de Blue Origin NS-28.

## Récompenses
En avril 2017, Emily Calandrelli a été nommée pour un Daytime Emmy Award dans la catégorie Meilleur animateur dans un programme de style de vie/enfants/voyage ou visionnage familial pour son travail sur Xploration Station,.
En novembre 2023, Calandrelli a reçu un doctorat honorifique du département d'ingénierie de l'Université McMaster.